# Philip Dybvig
Philip H. Dybvig (ur. 22 maja 1955) – amerykański ekonomista, laureat Nagrody Banku Szwecji im. Alfreda Nobla w dziedzinie ekonomii za 2022 rok.
Philip H. Dybvig studiował matematykę i fizykę Uniwersytecie Indiany, zdobył bakalaureat w 1976 roku. Następnie w latach 1976–1977 brał udział w programie studiów doktorskich z ekonomii na Uniwersytecie Pensylwanii. W 1978 zdobył tytuł magistra ekonomii, a w 1979 doktorat na Uniwersytecie Yale.
W 1979 roku był wykładowcą na część etatu na stażu podoktorskim na Uniwersytecie Yale. Między 1980 a 1981 rokiem był adiunktem ekonomii na Uniwersytecie Princeton. Od lipca 1981 do grudnia 1988 roku pełnił rozmaite stanowiska na Uniwersytecie Yale. W okresie lipiec – grudzień 1988 był profesorem wizytującym w Olin Business School na Washington University in St. Louis, potem do sierpnia 1990 był tam profesorem ekonomii. Od września 1990 pełni na tej uczelni funkcję Boatmen's Bancshares Professor of Banking and Finance. W międzyczasie, w latach 2010–2021 był dyrektorem Institute of Financial Studies na Southwestern University of Finance and Economics w Chengdu.
Dybvig współpracował z Douglasem Diamondem nad bankowym modelem Diamonda–Dybviga.
W 1986 roku otrzymał nagrodę Sloan Research Fellowship. W 2022 roku został laureatem Nagrody Banku Szwecji im. Alfreda Nobla w dziedzinie ekonomii razem z Benem Bernanke i Douglasem Diamondem.

## Wybrane publikacje
- Philip H. Dybvig, Nina Baranchuk, Consensus on Diverse Corporate Boards, „Review of Financial Studies”, 22 (2), Oxford University Press, 2009, s. 715-747 (ang.).
- Philip H. Dybvig, The Fallacy of Large Numbers, and a Defense of Diversified Active Managers, „Journal of Applied Finance”, 15 (2), 2005 (ang.). Brak numerów stron w czasopiśmie
- Philip H. Dybvig, Mark Loewenstein, Employee Reload Options: Pricing, Hedging, and Optimal Exercise, „Review of Financial Studies”, 16 (1), 2003, s. 145-171 (ang.).
- Philip H. Dybvig, William J. Marshall, Pricing Long Bonds: Pitfalls & Opportunities, „Financial Analysts Journal”, 52 (1), Taylor & Francis, 1996, s. 32-39 (ang.).
- Philip H. Dybvig, Duesenberry's Ratcheting of Consumption: Optimal Dynamic Consumption and Investment Given Intolerance for any Decline in Standard of Living, „Review of Economic Studies”, 62 (2), Oxford University Press, 1995, s. 287-313 (ang.).
- Philip H. Dybvig, Inefficient Dynamic Portfolio Strategies, or How to Throw Away a Million Dollars in the Stock Market, „Review of Financial Studies”, 1 (1), Oxford University Press, 1988, s. 67-88 (ang.).
- Philip H. Dybvig, Douglas Diamond, Bank Runs, Deposit Insurance, and Liquidity, „Journal of Political Economy”, 91 (3), The University of Chicago Press, 1983, s. 401-419 (ang.).